# Teresa Villaverde

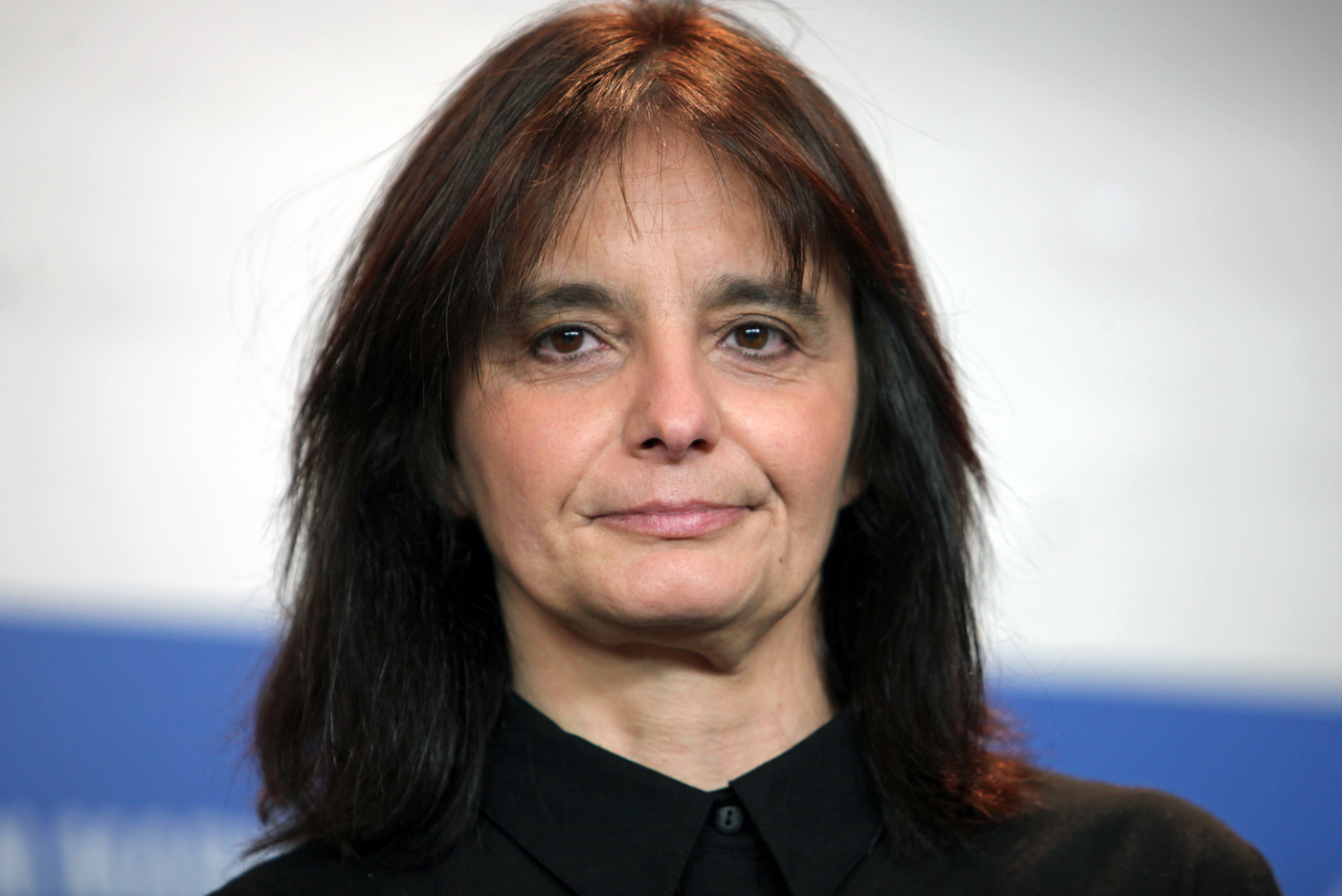
Teresa Villaverde, 2017

Teresa Morais Villaverde Cabral (* 18. Mai 1966 in Lissabon) ist eine portugiesische Filmregisseurin.

## Werdegang
Sie spielte als Studentin in Theatergruppen, bevor sie Mitte der 1980er Jahre nach Prag ging, um Film zu studieren. Zwischendurch stand sie als Schauspielerin für João César Monteiro vor der Kamera, in seinem Film „Auf dem Meer“ (Á Flor do Mar, 1986). Sie war dann Assistentin für Paulo Rocha (1987) und schrieb mit João Canijo am Drehbuch für seinen Film Filha da Mãe (1990).
1991 drehte sie ihren ersten Film, den vom ZDF co-produzierten „Am Ende einer Kindheit“ (A Idade Maior). Bei der Regie assistierten Sérgio Tréfaut und Maria de Medeiros, die auch eine Rolle übernahm. Neben Medeiros spielten eine Reihe weiterer bekannter Schauspieler mit, so der US-Amerikaner Vincent Gallo (von Pedro Hestnes synchronisiert), Isabel Ruth und Joaquim de Almeida. Den Schnitt nahm João Pedro Rodrigues vor. Der Film spielt im Portugal der ausgehenden Portugiesischen Kolonialkriege, erhielt Lob von der Kritik, und lief auf verschiedenen internationalen Festivals (u. a. Berlinale), wo er einige Preise gewann (Valencia, Dünkirchen).
1994 erschien ihr Film „Geschwister“ (Três Irmãos), mit u. a. Evgeniy Sidikhin, Mireille Perrier, Laura del Sol, und mit Laura Soveral und der Regisseurin selbst in Nebenrollen. Die Hauptrolle der verzweifelten Maria mit ihren verlorenen Gefühlen inmitten ihrer Brüder und der modernen Großstadt spielte Maria de Medeiros, die für ihre Leistung beim Filmfestival Venedig dafür die Coppa Volpi erhielt.

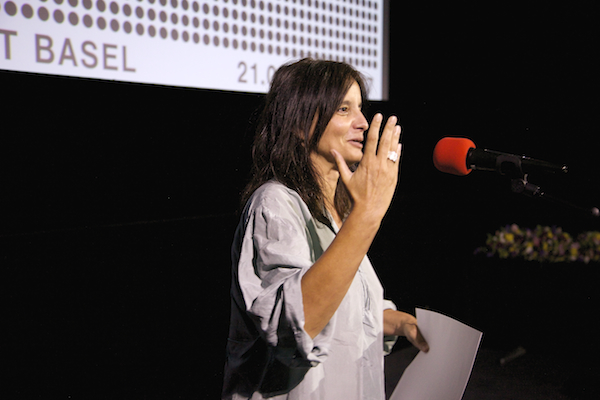
Teresa Villaverde 2017, beim Bildrausch Filmfest Basel

Ihr Film „Os Mutantes – Kinder der Nacht“ (Os Mutantes) über drei verlorene und rastlose junge Erwachsene, und mit Ana Moreira in der Hauptrolle der Andreia, brachte Villaverde 1998 international viel Beachtung. Die Szene, in der Andreia ihr Kind alleine auf einer öffentlichen Toilette gebiert, gehört zu den verstörendsten Szenen des portugiesischen Kinos überhaupt. Der Film lief auf vielen Festivals und wurde von der Kritik gelobt.
2004 war sie mit einem Beitrag am Projekt Europäische Visionen beteiligt, neben 25 weiteren Regisseuren (u. a. Fatih Akın, Peter Greenaway und Aki Kaurismäki).
Mit ihrem Film Transe nahm sie sich 2006 des Themas der Zwangsprostitution an. Eine junge Russin durchquert Europa, mit dem Ziel, in Portugal ein besseres Leben zu finden. Doch sie gerät in die Fänge von Frauenhändlern. Der verstörende Film, für den die Hauptdarstellerin Ana Moreira Russisch lernte, sorgte auch international für Aufsehen, aber auch für Diskussionen, sowohl wegen seiner Machart, als auch wegen des Themas.
2011 feierte ihr Film Cisne („Schwan“), über eine schlaflose Sängerin und ihre tiefen Gefühls- und Beziehungskrisen, beim Filmfestival Venedig Premiere. Mit Beatriz Batarda und Miguel Nunes in den Hauptrollen, und Beiträgen von Chico Buarque, Ana Moura, John Cage und Caetano Veloso zur Filmmusik, war Cisne erneut ein von schmerzhaften menschlichen Beziehungen gekennzeichneter Film, der die Aufmerksamkeit der internationalen Kritik erfuhr.
2017 erhielt sie für ihren Spielfilm Colo eine Einladung in den Wettbewerb der 67. Internationalen Filmfestspiele Berlin.
Villaverde schreibt über Film in der Kulturbeilage Ípsilon der Zeitung Público.

## Filmografie
- 1991: Am Ende einer Kindheit (A Idade Maior)
- 1994: Geschwister (Três Irmãos)
- 1996: O Amor Não Me Engana (Fernsehfilm)
- 1998: Os Mutantes – Kinder der Nacht (Os Mutantes)
- 2001: Água e Sal
- 2004: A Favor da Claridade (Doku.)
- 2004: Europäische Visionen (Segment Cold Wa(te) r)
- 2006: Transe
- 2011: Cisne
- 2013: Venice 70: Future Reloaded (Kurzfilm, einer von 70 Beiträgen zu den 70. Filmfestspielen von Venedig)
- 2014: Les Ponts de Sarajevo (Segment Sara e sa mère)
- 2017: Colo
- 2018: O Termómetro de Galileu (Doku.)
- 2019: Six Portraits of Pain (Doku., Kurzfilm)
- 2019: Où en êtes-vous, Teresa Villaverde? (Doku., Kurzfilm)